# گربه‌ماهی طاق‌باز آسیایی
گربه‌ماهی طاق‌باز آسیایی (نام علمی: Mystus leucophasis) نام یک گونه از سرده چاموها است.

## همچنین ببینید
- لیست گونه های ماهی آکواریومی آب شیرین